# Rhyssemus loebli
Rhyssemus loebli är en skalbaggsart som beskrevs av Rudolph Petrovitz 1975. Rhyssemus loebli ingår i släktet Rhyssemus och familjen Aphodiidae. Inga underarter finns listade i Catalogue of Life.